# 16701 Volpe
16701 Volpe è un asteroide della fascia principale. Scoperto nel 1995, presenta un'orbita caratterizzata da un semiasse maggiore pari a 2,3978375 UA e da un'eccentricità di 0,1374189, inclinata di 6,26186° rispetto all'eclittica.